# Allium dshungaricum
Allium dshungaricum — вид рослин з родини амарилісових (Amaryllidaceae); поширений у Казахстані й Сіньцзяні.

## Поширення
Поширення: південно-східний Казахстан, Китай — північно-західний Сіньцзян.